# Ingo Lenßen

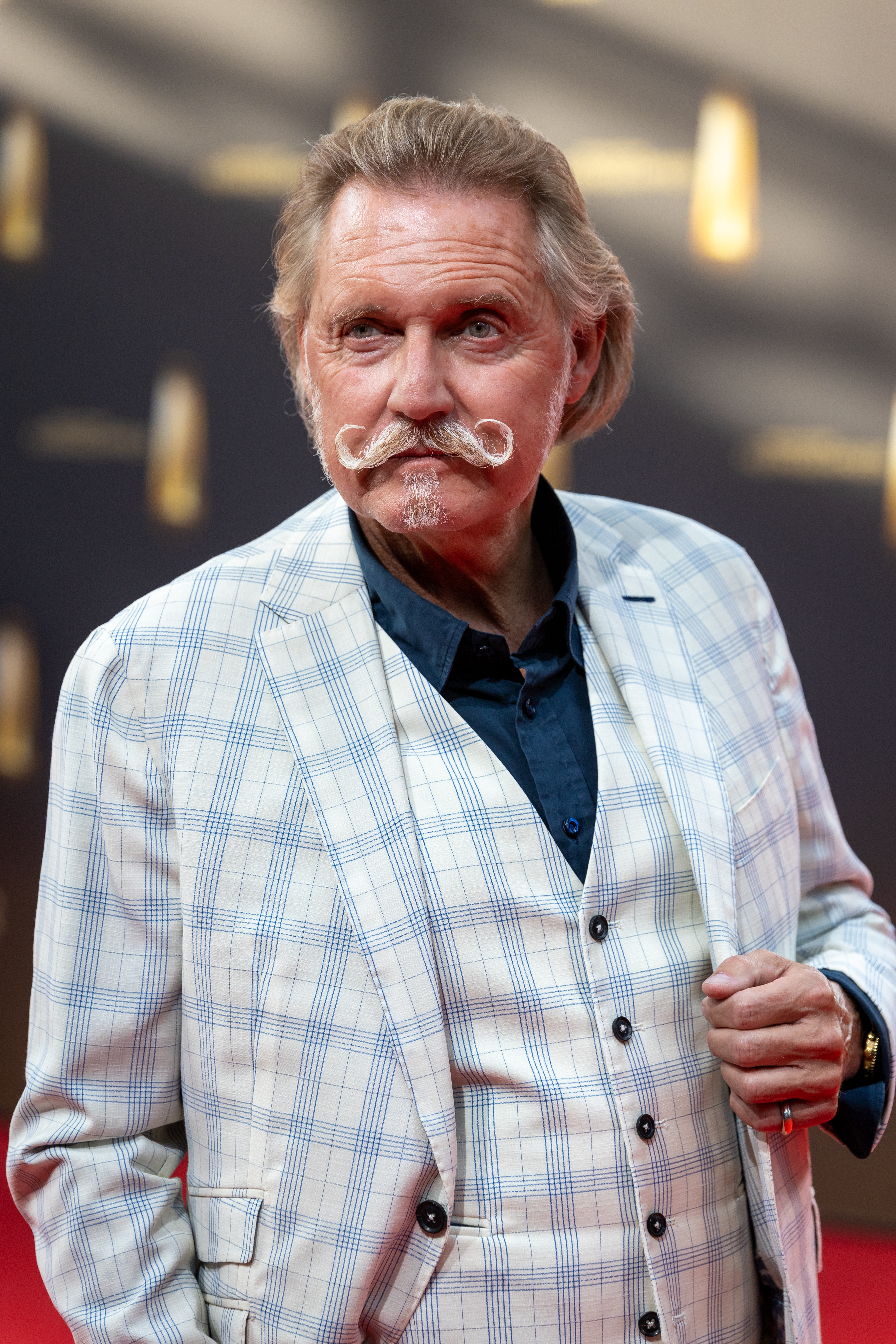
Ingo Lenßen (2023)

Ingo Wilhelm Paul Lenßen (* 2. Januar 1961 in Krefeld) ist ein deutscher Jurist und Fachanwalt für Strafrecht. Bekannt wurde er als TV-Schauspieler.

## Leben
Lenßen studierte Rechtswissenschaft von 1982 bis 1986 an der Universität Konstanz.
Nach einem Referendariat am Landgericht Konstanz, einer Tätigkeit in einem Anwaltsbüro in Rio de Janeiro im Jahre 1988 und seinem Examen als Assessor 1989 studierte er von 1989 bis 1990 Europawissenschaften am Europainstitut der Universität des Saarlandes in Saarbrücken.
Als er 1990 seine Zulassung zum Rechtsanwalt erhielt, arbeitete er in der Kanzlei Müller, Lenßen, Beck in Meersburg. Dort war er bis 2003 als Sozius tätig. In seiner eigenen Kanzlei in Bodman-Ludwigshafen ist er als Fachanwalt für Strafrecht und außerdem in den Bereichen des Ehe- und Familien- sowie des Erbrechts tätig.

### Eishockey und Fußball
Lenßen spielte als Jugendlicher Eishockey in der Jugendmannschaft des Krefelder EV.
In der Saison 1986/87 war er außerdem als Eishockeyspieler auf der Position des Angreifers in der viertklassigen Regionalliga Süd-West für den EC Konstanz aktiv; für dessen Mannschaft er ebenfalls als Trainer in Erscheinung trat. Später – mindestens die Saison 1994/95 – war er unter anderem als Cheftrainer des Schweizer Amateurvereins EHC Kreuzlingen tätig.
Im März 2019 wurde Lenßen neues Mitglied im DEL-Schiedsgericht.
Seit Juli 2012 ist er auch als Spielerberater für brasilianische Fußballspieler in Deutschland tätig. Er betreut vorrangig Spieler in der 2. Fußball-Bundesliga und in der 3. Fußball-Liga.

## Fernsehauftritte
Lenßen spielte zunächst in der Sat.1-Serie Richter Alexander Hold mit. Von März 2003 bis November 2009 hatte er mit Lenßen & Partner eine eigene Serie, in der er als Anwalt im Vorfeld einer Verhandlung ermittelte oder Detektive zur Observierung von Personen beauftragte. Im Dezember 2004 war er Gast in der von Kai Pflaume präsentierten Sendung Stars am Limit (Sat.1).
Nach der Absetzung seiner Serie Lenßen & Partner wirkte er ab Mai 2010 wieder regelmäßig in Richter Alexander Hold mit. Ein 2009 produzierter Spielfilm mit dem Titel Lenßen – Der Film wurde im Januar 2011 in Sat.1 erstmals gezeigt. Lenßen stand 2012 für seine Serie Lenßen am neuen Drehort Essen vor der Kamera. Am 18. März 2012 hatte er einen Gastauftritt auf Sport1. Seit 2014 hat er bei Sat.1 Gold zwei neue Sendungen namens Ingo Lenßen: Ihr Urteil bitte! und Lenßen klärt auf!. Seit 2015 ist er in den Sendungen Lenßen live – Die Recht-Sprech-Stunde und Sicher ist sicher – Das Servicemagazin mit Ingo Lenßen zu sehen. Seit 2020 lief auf Sat.1 die neue Scripted-Reality Sendung Lenßen übernimmt. Im Dezember 2022 wurde die Trennung von Lenßen und Sat.1 bekannt.

## Internetportale

### Advopedia
Seit Ende 2014 betreibt Lenßen mit dem TV-Konzern ProSiebenSat.1 das Internetportal Advopedia, wo ein Team von Autoren juristische Tipps gibt, über Gerichtsurteile berichtet und rechtliche Fragen aufklärt. Außerdem sind die Episoden der Serien, an denen Lenßen mitwirkt bzw. mitgewirkt hat, auf der Seite zum Ansehen online gestellt.

### Frag den Lenßen
Seit 2024 bietet die Plattform Frag den Lenßen, eine Zusammenarbeit des bekannten TV-Anwalts Ingo Lenßen mit Ainavio, einem Künstliche-Intelligenz-Softwareunternehmen, eine KI-gestützte Lösung für juristische Fragestellungen. Nutzer können ihre rechtlichen Fragen über ein einfach zu bedienendes Chat-Interface eingeben und erhalten schnelle, verständliche Antworten.
Die Plattform kombiniert künstliche Intelligenz mit juristischem Fachwissen: Die KI analysiert die gestellten Fragen und liefert Antworten auf Basis umfangreicher rechtlicher Daten und einer Wissensdatenbank aktueller Rechtsgrundlagen. Ziel von Frag den Lenßen ist es, rechtliche Informationen für jedermann zugänglich zu machen und Ratsuchenden praktische Unterstützung zu bieten.

## Soziales Engagement
Lenßen unterstützt als Schirmherr die Initiative zur Drogen-Prävention Respect Yourself. Zusammen mit dem früheren Justizminister Ulrich Goll übernahm Lenßen die Schirmherrschaft des ersten Jugendzivilcouragepreis 2011 des Landes Baden-Württemberg.
Zudem engagierte er sich in der Schirmherrschaft und als Moderator des Rock is Sexy ’08, eines Benefizfestivals für die Lebenshilfe Tuttlingen. 2009 engagierte er sich als Schirmherr für das Präventionsprojekt von Round Table Ich bin stark. Lenßen unterstützt World Vision Deutschland als prominenter Kinderpate. Lenßen ist laut MDR Mitglied bei World Vision. Er engagierte sich sowohl in Stars am Limit als auch im Quiz Taxi für World Vision.
Seit 2015 ist er außerdem als Fürsprecher für die Opferhilfsorganisation Weißer Ring aktiv.

## Privates
Ingo Lenßen lebt am Bodensee. Frühere Wohnsitze hatte er auf der Insel Reichenau und in Meersburg.
2004 wurde Lenßen vom Verband Deutscher Bartclubs zum Bartträger des Jahres 2004 gewählt und ist damit Ehrenmitglied des Bart- und Kulturclubs Belle Moustache e. V. in Leinfelden-Echterdingen.
Darüber hinaus ist Ingo Lenßen stellvertretender Vorsitzender des Fördervereins des Privatinternats Schule Schloss Salem.

## Veröffentlichungen
- Lenßen erklärt’s: Ihr Recht: Miete und Nebenkosten. Beck in dtv, München 2008, ISBN 978-3-406-57479-5.
- zusammen mit Peter Bothe: Lenßen erklärt’s: Ihr Recht: Testament und Erbschaft. Beck in dtv, München 2008, ISBN 978-3-406-57476-4.
- zusammen mit Cornelia C. Mengus: Lenßen erklärt’s: Ihr Recht: Scheidung und Unterhalt. Beck in dtv, München 2008, ISBN 978-3-406-57475-7.
- zusammen mit Jörg Richardi: Lenßen erklärt’s: Ihr Recht: Arbeit und Kündigung. Beck in dtv, München 2008, ISBN 978-3-406-57478-8.
- zusammen mit Daniel Stengele: Lenßen erklärt’s: Dein Recht: Jugend und Schule. Beck in dtv, München 2008, ISBN 978-3-406-57477-1.
- zusammen mit Klaus-Martin Rogg und Wolfgang Angster: Lenßen erklärt’s: Ihr Recht: Führerschein und Bußgeld. Beck in dtv, München 2008, ISBN 978-3-406-57480-1.
- Ungerechtigkeit im Namen des Volkes. Gräfe und Unzer, München 2019, ISBN 978-3-8338-6825-2